# レインボー・コネクション
「レインボー・コネクション」（Rainbow Connection）は、1979年に公開された映画『マペットの夢みるハリウッド』の劇中歌である。作詞・作曲はポール・ウィリアムズとケニー・アスチャーが担当。本作は、映画の劇中でカーミット（ジム・ヘンソン）によって演奏される。1979年11月にBillboard Hot 100で最高位25位を記録し、7週にわたって上位40位以内にチャートインした。ウィリアムズとアッシャーは、第52回アカデミー賞のアカデミー歌曲賞にノミネートされた。
2021年にアメリカ議会図書館によって「文化的、歴史的、もしくは芸術的に重要」と見なされ、全米録音資料登録簿に登録された。

## 制作
1976年に公開された映画『スター誕生』で複数の楽曲を共同制作したウィリアムズとアッシャーは、『マペットの夢みるハリウッド』の劇中歌を手がけることとなった。「レインボー・コネクション」は、ヘンソンから「オープニングのシーンでは、カーミットが1人でバンジョーを弾きながら歌うんだ」という指示を受けて書かれた。すぐに2人は、ウィリアムズの自宅で曲の大部分を書き上げたが、コーラスの歌詞を考えているうちに行きづまってしまったが、最終的に「the rainbow connection」というフレーズになった。ウィリアムズの妻であるケイト・クリントンを交えて食事をしながら、「the rainbow connection」というフレーズで困っていることをクリントンに説明しているうちに、このフレーズがしっくりくることに気づいたという。ウィリアムズとアッシャーは、1940年に公開されたディズニー映画『ピノキオ』の主題歌「星に願いを」から曲のインスピレーションを得た。
ウィリアムズは、本作で1番好きな歌詞として「Who said that every wish / Would be heard and answer / When wished on the morning star? / Somebody thought of that / And someone believed it / Look what it's done so far」というフレーズを挙げていて、その理由として「思考には力がある」ということを暗示しているからだと語っている。歌詞は、カーミットの話し方を念頭に置いて書かれたもの。

## 評価
『オールミュージック』は、「レインボー・コネクション」を「ありそうでなかったラジオ・ヒット」とし、「蛙のカーミットがジュディ・ガーランドみたく夢見るような物悲しさを歌っている」「『オズの魔法使い』で『虹の彼方に』が果たした役割とほぼ同等の役割を、この映画で果たしている」と評している。また、「レインボー・コネクション」を、映画の「"I Want" song」とする声も存在している。
アッシャーとウィリアムズは、第52回アカデミー賞において『マペットの夢みるハリウッド』で手がけたスコアでアカデミー作曲賞、「レインボー・コネクション」でアカデミー歌曲賞にノミネートされた。

## 文化的影響など
本作のタイトルは、メイク・ア・ウィッシュに似た児童のためのチャリティー、重い病気を患った児童のためのサマーキャンプ、障害者のための乗馬キャンプなど、多数のチャリティー団体で使用されている。
アメリカン・フィルム・インスティチュートは、『アメリカ映画主題歌ベスト100』の74曲目に「レインボー・コネクション」を選曲した。
1996年にニュージーランドのワンガヌイで、21歳の男性がラジオ局「Star FM」に乱入してマネージャーを人質に取り、「『レインボー・コネクション』を聴け」と要求する事件が発生した。
2020年4月25日、新型コロナウイルス感染症の世界的流行に伴い、本作の新たな演奏（マット・ヴォーゲルによる録音）をソーシャルメディアを通して公開した。

## チャート成績
| チャート (1979年 - 1980年)           | 最高位 |
| ------------------------------------ | ------ |
| オーストラリア (Kent Music Report)   | 14     |
| ニュージーランド (Recorded Music NZ) | 29     |
| US Billboard Hot 100                 | 25     |

| チャート (2011年)    | 最高位 |
| -------------------- | ------ |
| US Billboard Hot 100 | 7      |

## カバー・バージョン
- ジュディ・コリンズ - 1980年に発売のアルバム『Running for My Life』に収録[21]。
- カーペンターズ - リズムやメロディを一部変更してレコーディングを行なったが、カレン・カーペンターがその出来を気に入らず、一度お蔵入りとなる。その後、1999年にリチャード・カーペンターによって仕上げられ、2001年に発売の『レインボウ・コネクション〜アズ・タイム・ゴーズ・バイ』に収録された[22]。
- 柳原幼一郎 - 1995年に発売のアルバム『ドライブ・スルー・アメリカ』で、独自の日本語詞をつけてカバー。このカバーを聴いたウィリアムズが好意的な評価をしたというエピソードが残っている[23]。
- ウィリー・ネルソン - 2001年に発売の同名のアルバムに収録[24]。
- 松たか子 - 2009年に発売のアルバム『Time for music』に収録[25]。
- エド・シーラン - 2015年にNBCの「レッド・ノーズ・デイ」の一環でカーミットとともに歌唱[26]。